# جبنة البيرة
جبنة البيرة، هو طعام يمد على الخبز، شائع في منطقة كنتاكي في الولايات المتحدة. ثمة أطعمة أخرى شبيهة قابلة للمد في مناطق أمريكية أخرى. لكن جبنة البيرة نفسها غير منتشرة على نطاق واسع. على الرغم من هذه الحقيقة، إلى أنه منتشر في أرجاء ولاية كنتاكي كلها تقريباً. ثمة أنواع تجارية محتلفة منه، لكنها تتشابه من حيث الطعم والملمس. لكن محبي الوجبات الخفيفة يعتمدون علامة تجارية مفضلة بعينها، ومنها تلك المصنوعة محلياً والتي تستخدم فيها أنواع مختلفة من المكونات التي تضفي الطابع الشخصي
تتكون الجبنة المنتجة تجارياً من الجبن المطبوخ مضافاً إليه نكهة التشيدر الحادة. تضاف كمية كافية من الجعة لإضافة النكهة والقوام، ويضاف الثوم وعدد من البهارات بما في ذلك بذور الخردل وفجل الخيل الريفي والفليفلة الحريفة. تقدم جبنة البيرة مع أنواع مختلفة من المقرمشات كفاتح شهية.

## الأصول
ثمة روايات متضاربة حول أصول جبنة البيرة، ويبدو أنها استخدمت للمرة الأولى في عقد 1940 في مطعم في مقاطعة كلارك، كنتاكي يعرف باسم جوني أولمانز. نسب صاحب المطعم جوني أولمان الفضل في اختراع جبنة البيرة لابن عمه جوي أولمان وهو طبّاخ في مدينة فينيكس (أريزونا) في جنوب غرب الولايات المتحدة، حيث كان له الفضل في تحسين المنتج من حيث إضافة التوابل وقابلية الدهن على الخبز.

## المناسبات
جبنة البيرة ذات شعبية كبيرة في مدينة وينشستر مقاطعة كلارك، كنتاكي، حيث يقام مهرجان خاص سنوي لجبنة البيرة في منطقة وسط المدينة، يضم الفنون المحلية والحرفية الخاصة والباعة والمورّدين ويتضمن مسابقات وعروض وصفقات تجاريية مباشرة.